# Meuselwitz
Meuselwitz település Németországban, azon belül Türingiában. Lakosainak száma 10 079 fő (2023. december 31.). Meuselwitz Regis-Breitingen és Haselbach községekkel határos.

## Népesség
A település népességének változása:
| Lakosok száma | 10 118 | 10 065 | 9897 | 10 117 | 10 079 |
|               | 2017   | 2019   | 2021 | 2022   | 2023   |